# Tournefortia usambarensis
Tournefortia usambarensis là loài thực vật có hoa trong họ Mồ hôi. Loài này được (Verdc.) Verdc. miêu tả khoa học đầu tiên năm 1988.